# 潺槁树小煤炱
潺槁树小煤炱（学名：Meliola tetradeniae）是属于小煤炱目小煤炱科小煤炱属的一种真菌，寄生在潺槁树上。该种分布于中国、斯里兰卡。